# Zabudnowo
Zabudnowo – kolonia w Polsce położona w województwie lubelskim, w powiecie chełmskim, w gminie Białopole.
W latach 1975–1998 miejscowość administracyjnie należała do województwa chełmskiego. 
Kolonia jest sołectwem w gminie Białopole. Według Narodowego Spisu Powszechnego z roku 2011 kolonia liczyła 39 mieszkańców i była najmniejszą co do liczby ludności miejscowością gminy.
Wierni Kościoła rzymskokatolickiego należą do parafii Matki Bożej Częstochowskiej w Białopolu.

## Historia
Kolonia niemiecka została tu założona  w 1887 r.. Wieś odnotowana także w 1921 r. Gwarowo nazywane „Zabudnovu”, „Zabudnuf”. Skorowidz ludności stałej gminy Białopole podaje, że w 1912 r. z Zabudnowa w do Ameryki wyjechało wiele rodzin. Między innymi Boniowie (Boń): Wanda, Karol, Edward, Emil i Emilia. W 1910 r. do Niemiec na stałe udało się 11 osób. Były też emigracje do Austrii (Wiedeń) i Rosji - nawet na Sybir.